# Стюарт Аттвелл
Стюарт Стівен Аттвелл (англ. Stuart Steven Attwell; 6 жовтня 1982, Нанітон, Ворикшир) — англійський футбольний арбітр, який обслуговує матчі Прем'єр-ліги, Футбольної ліги Англії, а також англійські національні кубкові турніри. Почав судити матчі Прем'єр-ліги в 2008 році, ставши наймолодшим арбітром в історії цього турніру, проте в лютому 2012 року був виключений з «Обраної групи суддів» і переведений в список суддів Футбольної ліги. З 2016 року знову обслуговує матчі Прем'єр-ліги.

## Суддівська кар'єра
У 2004 році закінчив Університет Стаффоршира. Працював футбольним арбітром в матчах нижчих англійських ліг, потім у Футбольній лізі Вест-Мідленса і у Футбольній лізі Англії.
Свій перший матч у Футбольній лізі обслужив 11 серпня 2007 року. Це була гра між «Герефорд Юнайтед» і «Ротерем Юнайтед». 26 грудня був вперше призначений на матч Чемпіонату Футбольної ліги між «Шеффілд Юнайтед» і «Блекпулом».
У сезоні 2008/09 був включений в Обрану групу суддів, що дозволяло йому обслуговувати матчі Прем'єр-ліги. Став наймолодшим арбітром в історії англійської Прем'єр-ліги у віці 25 років. Його першим матчем у Прем'єр-лізі стала зустріч між «Блекберном» і «Галл Сіті» 23 серпня 2008 року.
У лютому 2012 року Аттвелл був виключений з «Обраної групи суддів» і був переведений в Національний список суддів, які обслуговують матчі Футбольної ліги. Таким чином, він більше не міг обслуговувати матчі Прем'єр-ліги. Перед початком сезону 2016/17 був знову включений в список «Обраної групи суддів» і почав залучатися на матчі Прем'єр-ліги.